# Ellen Richardt
Ellen Richardt (* 14. Oktober 1941 in Berlin; † 7. Februar 1985 ebenda) war eine deutsche Dokumentarfilm-Regisseurin.

## Leben und Werk
Nach der Schulzeit wurde Ellen Richardt in ihrer Geburtsstadt bei der DEWAG zur Stenotypistin ausgebildet. 1961 begann sie als Sachbearbeiterin, später Hauptsachbearbeiterin, bei der der Wiratex zu arbeiten, einem DDR-Außenhandelsunternehmen für Raumtextilien mit Sitz in Berlin. 1964 wechselte sie zur DIA Maschinen-Export. Zwischen 1966 und 1969 studierte Richardt Werbeökonomie an der Fachschule für Werbung und Gestaltung Berlin. Anschließend war sie freischaffend für die DEWAG und das DDR-Fernsehen tätig.
Richardt studierte ein zweites Mal. Sie erhielt einen der begehrten Plätze für ein Regie-Studium an der Babelsberger Filmhochschule. In ihrer Diplomarbeit setzte sie sich mit Gitta Nickels DEFA-Dokumentarfilm Sie auseinander. Richardt hoffte anschließend auf eine Anstellung im Bereich des Industrie- und Werbefilms. Da sie von keiner Institution zum Studium delegiert worden war, gab es jedoch keine Stelle für sie. Nach einer erneuten kurzen Phase der Freiberuflichkeit erhielt sie einen Arbeitsplatz beim Filmstudio der Leichtindustrie des Modeinstituts der DDR. Bis 1980 verantwortete sie dort eine Reihe von Informationsfilmen mit Mode-Bezug als Regisseurin. 
1980 delegierte Richardts Arbeitsstelle sie als Aushilfe zum DEFA-Studio für Dokumentarfilme, da es in der für Auslandspropaganda zuständigen Produktionsgruppe Camera DDR zu Personalengpässen gekommen war. Im August 1980 erhielt sie von der DEFA eine Festanstellung. 1983 wechselte sie zur Produktionsgruppe Spektrum. Richardt widmete sich dort in diversen Auftragsproduktionen – u. a. für das DDR-Fernsehen und das Deutsche Hygiene-Museum – einem großen Themenspektrum. Sie drehte Filme über ballaststoffreiche Ernährung, Holzblasinstrumente oder den Architekten Karl Friedrich Schinkel. In Bergbau verändert die Landschaft beleuchtete sie die Folgen des Braunkohletagebaus für die Lausitz-Landschaft.
Ellen Richardt war alleinstehend und lebte zuletzt in Berlin-Lichtenberg. Sie starb im Februar 1985 im Alter von 43 Jahren in Folge eines Unfalls und wurde auf dem Georgen-Parochial-Friedhof II beigesetzt.

## Filmografie (Auswahl)
- 1977: Berufsspartakiade
- 1978: Ist Lernen Privatsache?
- 1978: Mode ’78 – Herrenoberbekleidung Herbst/Winter
- 1979: Mode ’79 – Herren- und Damenoberbekleidung
- 1979: Wegbereiter
- 1979: FDJ-Aktivtagung 1979
- 1980: Ein Wochenende im Grünen
- 1980: Mode ’80 – Kinderoberbekleidung
- 1980: Mode ’80 – Herren- und Junioroberbekleidung Herbst/Winter
- 1981: Bergbau verändert die Landschaft
- 1981: Karl-Friedrich Schinkel – 1781–1841
- 1983: Wegweiser Gesundheit: Ballaststoffe
- 1984: Vom Schwingen zum Klingen
- 1985: Gas aus Kohle